# NGC 7120
NGC 7120 (również PGC 67273) – galaktyka spiralna (Sb), znajdująca się w gwiazdozbiorze Wodnika. Odkrył ją Albert Marth 3 sierpnia 1864 roku.